# Apanteles arginae
Apanteles arginae är en stekelart som beskrevs av Bhatnagar 1948. Apanteles arginae ingår i släktet Apanteles och familjen bracksteklar. Inga underarter finns listade i Catalogue of Life.